# Sagenidiopsis
Sagenidiopsis — рід грибів родини Roccellaceae. Назва вперше опублікована 1987 року.